# Piletosoma
Piletosoma là một chi bướm đêm thuộc họ Crambidae.

## Các loài
- Piletosoma argoponalis
- Piletosoma caeruleonigra (Schaus, 1912)
- Piletosoma chaquimayalis Schaus, 1924
- Piletosoma guianalis Schaus, 1924
- Piletosoma holophaealis Hampson, 1912
- Piletosoma ignidorsalis Hampson, 1898 (from Peru)
- Piletosoma novalis Walker, 1866
- Piletosoma tacticalis Schaus, 1924
- Piletosoma thialis